# Paliperidon
A paliperidon a monoamin hatások szelektív gátlószere, amely kémiai alapváza felépítését tekintve különbözik a klasszikus neuroleptikumokétól, de kvantumkémiai (molekulát körülvevő elektronfelhő) lehetséges alaktani felépítése megegyezik, ebből fakadóan farmakológiai működése a főbb kutatott paramétereket tekintve hasonló, de részben eltérő.

## Hatása
A paliperidon erősen kötődik a szerotoninerg 5-HT2- és a dopaminerg D2-receptorokhoz. A paliperidon blokkolja az alfa1-adrenerg receptorokat is, és kisebb mértékben a H1-hisztaminerg és alfa2-adrenerg receptorokat. A (+)- és (-)-paliperidon enantiomerek farmakológiai aktivitása minőségileg és mennyiségileg azonos. 
A paliperidon nem kötődik kolinerg receptorokhoz. Ugyan a paliperidon erős D2-antagonista, amelyről feltételezik, hogy megszünteti a szkizofrénia pozitív tüneteit, kevesebb katalepsziát okoz, és kevésbé csökkenti a motoros funkciót, mint a hagyományos neuroleptikumok. A domináló központi szerotonin antagonizmus csökkentheti annak esélyét, hogy a paliperidon extrapiramidális mellékhatásokat okoz. A Paliperidon elérhető tablettás formában INVEGA retard tabletta, valamint havonta 1x beadandó Xeplion retard szuszpenziós injekció formájában. 2011-től az Európai Únióban 3 havonta beadandó intramuszkuláris retard szuszpenziós injekció formájában: TREVICTA néven került forgalomba JANSSEN Cilag International által. A paliperidon D2 antagontista hatása majdnem eléri a Haloperidol Ki Validitás arányát, mely a skizofrénia pozitív tüneteit mérsékli nagy arányban.[forrás?]

## Fordítás
- Ez a szócikk részben vagy egészben  a   Paliperidone című angol Wikipédia-szócikk fordításán alapul.  Az eredeti cikk szerkesztőit annak laptörténete sorolja fel. Ez a jelzés csupán a megfogalmazás eredetét és a szerzői jogokat jelzi, nem szolgál a cikkben szereplő információk forrásmegjelöléseként.